# Florence Guignard
Florence Guignard, nascuda l'any 1934 a Ginebra, és una psicòloga clínica i una psicoanalista suïssa i francesa.

## Biografia
El seu pare, Charles Guignard, era un metge originari del cantó del Valais, que es va instal·lar a Ginebra, i la seva mare, Marcelle Rau, era ginebrina, violonista a l'Orquestra de la Suïssa romanx i professora al conservatori de música de Ginebra. Va acabar el batxillerat; especialitzada en la branca clàssica (llatí) l'any 1953, havent fet estudis de piano, al començament al conservatori de Ginebra i a continuació amb Denise Bidal, i la seva formació en cant la va fer amb Magda Fonay. A continuació estudia psicologia a la universitat de Genève. Florence Guignard treballa amb Jean Piaget, André Rey, Julian de Ajuriaguerra, Gaston Garrone i participa en investigacions en el marc del Fons Nacional Suís de la investigació científica; destaca un estudi que va fer sobre els infants disfàsics que dona lloc a dues publicacions col·lectives. També dirigeix un estudi sobre els problemes de la simbolització en els infants que tenen una;discapacitat mental, el qual dona lloc a diverses publicacions científiques.
Es forma en psicoanàlisi a la Societat Suïssa de Psicoanalisi, amb Raymond de Saussure, Olivier Flournoy, René Spitz` i René Henny a Ginebra. Participa en les formacions mensuals de René Diatkine i Serge Lebovici.
Es casa amb el psicoanalista francès Jean Bégoin, amb qui té dos fills. El 1970, s'instal·la a París, on exerceix com a psicoanalista infantil, d'adolescents i d'adults, treballant en consulta privada i en institució, mentre continua la seva formació analítica a França, amb Michel Fain, Pierre Luquet, Joyce McDougall, Donald Meltzer i, a Anglaterra, amb Herbert Rosenfeld, Hanna Segal, Joseph i Anne-Marie Sandler. Juntament amb Jean Bégoin, el 1974 acullen al seu pis el que serà el futur grup GERPEN (Grup d'estudis i d'investigacions psicoanalítiques pel desenvolupament de l'infant i el nounat), al qual pertanyen James Gammill i Geneviève Haag, Martha Harris i de Donald Meltzer, Esther Bick, Frances Tustin. Tradueix conjuntament amb Jean Bégoin, dues obres de Donald Meltzer, El Procés psicoanalític (1971) i Les estructures sexuals de la vida psíquica (1977). El 1982, esdevé membre titular de la Societat Psicoanalítica de París, de la qual és elegida vicepresidenta en dues ocasions. És membre del Comite psicoanalític per infants i adolescents (Committee es Child and Adolescent Psychoanalysis - COCAP) de l'Associació psicoanalítica internacional des de la seva fundació i n'és presidenta del 2008 al 2014.
Florence Guignard és membre directe de l'Associació psicoanalitica internacional (IPA) i viu a Chandolin.

## Investigacions
Laurance Guignard està interessada en la psiconalalisi de l'infant i en les investigacions teorico-clíniques de Melanie Klein, sobretot la noció d'identificació projectiva, definida per Klein i tot seguit desenvolupada per Wilfred Bion, i de la psicoanàlisi kleiniana i post-kleiniana de l'escola anglesa de la psicoanàlísi, on destaca Donald Winnicott, i el pensament de Bion. D'aquesta manera, ella i Thierry Bokanowski coediten els actes del col·loqui sobre « L'actualitat del pensament de Bion » (2005). Ella es basa en les nocions definides per Bion, sobretot la « capacitat de pensar», la « capacitat de la fantasia maternal », la teoria de les pulsions bioniens, nocions que des d'un principi ells específica abans de desenvolupar un pensament original a partir de les mateixes. Participa en la difusió a França de les investigacions del psicoanalista italià Antonino Ferro. És particularment sensible a l'actualització de la métapsicologia freudiana.
Florence Guignars publica el llibre La vitalitat de l'infant (Au viu del infantile, 1996) i Epistola a l'objecte (Épître a l'objet, en 1997). El 2015, publica el primer volum de Quin psicoanalisis pel segle XXI? (Quelle psychanalyse pour le siècle XXIe?), on ella torna a qüestionar els conceptes principals de Freud i de Klein. És l'autora d'articles i de capítols de llibres sobre la identificació projectiva, la genesi dels problemes del pensament, el femení i la maternitat, l'anàlisi de nens i l'evolució dels conceptes i de la tècnica analítica.

## Activitats editorials i institucionals
El 1984, juntament amb Annie Anzieu, cofunda l'Associació per la Psicoanàlisi Infantil, el 1994 funda la Societat Europea per la Psicoanalisi Infantil i de l'Adolescent (SEPEA). Codirigeix l'edició de tres llibres de la col·lecció del SEPEA: Actualitat del pensament de Bion (2007), La relació mare-filla, Entre compartiment i fractura (2007) i Psicoanàlisi del nen i de l'adolescent. Estat dels llocs i perspectives (2014).
El 2003, esdevé la primera redactora en cap de l'any internacional de la psicoanalisis, arran d'això tradueix articles de la Revista Internacional de la Psicoanàlisi(IJP), funció que ocupa fins al 2010.

## Publicacions
- L'evolució de la tècnica en anàlisis de nens, a James Gammill i coll., Melanie Klein aujourd'hui, pàg. 55-66, Lió, Césura, 1985.
- Límits i llocs de la psicosi i de la interpretació. Essaig sobre la identificació projectiva, Topique, no 36, 1985 « Vies d'entrada a la psicosi », pàg. 173-184.
- A l'alba de la maternitat i del femení. Essaig sobre dos conceptes evidents i inconcevibles, Revista francesa de psicoanalisis, vol.51 (6) 1987, pàg. 1491-1503.
- La vitalitat de l'infant. reflexions sobre la situació analítica, Lausanne, Delachaux i Niestlé, 1996
- Epístola a l'objecte, París, Puf, 1997.[28]
- La parella mentalisation↔démentalisation, un concepte métapsicologic de tercer tipus, Revista francesa psicosomatica, 2001 no 20, 2001, pàg. 115-135.
- Els nens d'avui : canvis de societats i modificacions de la psicopatologia, a Roger Perron (dir.), Psicoanalistes, qui sou ?, pàg. 257-261, Dunod, 2006
- (codir.) Actualitat del pensament de Bion, amb Thierry Bokanowski, París, In Press, 2007
- (codir.) La relació mare-filla. Entre compartiment i fractura, amb Thierry Bokanowski, París, In Press, 2007
- (codir.) Psicoanalisis del nen i de l'adolescent. Estat dels llocs i perspectives, amb Sesto-Marcello Passone, París, In press, 2014
- Bion, un pensador en cerca de pensaments, El Gall-Héron, 2014/1, no 216, pàg. 17-28
- Quina psicoanalisis pel segle XXI?, t. 1 Conceptes psicoanalítics en moviment, París, Ithaque, 2015